# Condensare Dieckmann
Condensarea Dieckmann este o reacție organică de de condensare intramoleculară a diesterilor, în mediu bazic, cu obținerea de β-ceto esteri. A fost denumită după chimistul german Walter Dieckmann (1869–1925). Versiunea intermoleculară a acestei reacții este condensarea Claisen.
Printre altele, condensările Dieckmann pot fi folosite pentru obținerea de cicloalcani și de derivați ai acestora, printr-o succesiune de etape.

## Mecanism
Prin deprotonarea unui ester în poziția α se obține un ion enolat, la care are loc un atac nucleofil. Se obține un enol ciclic care, prin protonare cu un acid Brønsted (H3O+ de exemplu) reface β-ceto esterul.
Datorită stabilității sterice a ciclurilor penta- și hexaciclice, aceste structuri vor fi favorizate și se vor forma mai ușor.  1,6-diesterii vor forma β-ceto esteri pentaciclici, iar 1,7-diesterii vor forma β-ceto esteri hexaciclici.
| Animation zum Reaktionsmechanismus der Dieckmann-Kondensation |
| Animație a mecanismului de reacție.                           |